# Telmatogeton macquariensis
Telmatogeton macquariensis är en tvåvingeart som först beskrevs av Lars Zakarias Brundin 1962.  Telmatogeton macquariensis ingår i släktet Telmatogeton och familjen fjädermyggor. Inga underarter finns listade i Catalogue of Life.